# ジミー・ヴィコ
ジミー・ヴィコ（Jimmy Vicaut、1992年2月27日 ‐ ）は、フランス・ボンディ出身の陸上競技選手。
専門は短距離走。100mの自己ベストは9秒86の元ヨーロッパ記録保持者。2012年ロンドンオリンピック男子4×100mリレーの銅メダリストである。2013年7月13日のフランス選手権100mで9秒95をマークし、フランス人3人目の9秒台を達成した。母はコートジボワール人、弟のウィリー・ヴィコは2013年の砲丸投ジュニアフランスチャンピオンである。

## 経歴

### 2009年
7月、世界ユース選手権に出場。100m準決勝を10秒56（+1.3）の自己ベスト（当時）で突破したが、決勝は10秒89（-1.2）で7位に終わった。

### 2010年
7月、世界ジュニア選手権に出場。100m準決勝を全体1位の10秒38で突破したが、決勝はデクスター・リー（10秒21）、チャールズ・シルモン（10秒23）に次ぐ10秒28（-0.7）の3位に終わった。
7-8月、18歳の若さでシニアの大会であるヨーロッパ選手権に出場。4×100mリレーで1走を務めると、決勝では38秒11をマークしての優勝に貢献し、この種目における男子最年少金メダリスト（18歳155日）となった。

### 2011年
7月、ヨーロッパジュニア選手権に出場。100mの予選で向かい風1.8m/sという悪条件の下で10秒12の自己ベストをマークすると、決勝では10秒07（+0.3）と更に記録を縮め、クリストフ・ルメートルが保持する10秒04のジュニアヨーロッパ記録及び大会記録に迫るタイムで優勝した。4×100mリレーでは2走を務めて金メダルを獲得し、100mとの2冠を達成した。
8-9月、世界選手権に初出場。100mではクリストフ・ルメートルと共にフランス初の決勝に進出して6位入賞、4×100mリレーではアンカーを務めて銀メダルを獲得した。

### 2012年
8月、オリンピックに初出場。100mは準決勝で敗退して前年の世界選手権に続く決勝進出を逃した。1走を務めた4×100mリレーでは3位のトリニダード・トバゴと0秒04差の4位に終わり、こちらも前年の世界選手権に続くメダル獲得はならなかった。しかし、2位に入ったアメリカ代表のリレーメンバーだったタイソン・ゲイのドーピング処分により、フランス代表は2015年に順位が繰り上がり銅メダルを獲得した。

### 2013年
3月2日、ヨーロッパ室内選手権の60mに出場。決勝では6秒48の自己ベストをマークし、2位のジェームズ・ダサオルに同タイム着差ありで競り勝ち、ヨーロッパ室内選手権の同種目においてフランス人初の金メダルを獲得した。
7月13日、フランス選手権の100m予選において9秒95（+0.9）をマークし、ロナルド・ポニョン、クリストフ・ルメートルに次いで10秒の壁を突破した3人目のフランス人となった。更に決勝でも9秒95（+0.3）をマークし、2位のクリストフ・ルメートルに0秒24差をつけて初優勝を果たした。

### 2014年
5月31日、ダイヤモンドリーグ・ユージーン大会で9秒89(+2.7)を記録し、3位となった。

### 2015年
7月4日、ダイヤモンドリーグ・ミーティングアレヴァの100mにおいて9秒86（+1.3）をマークし、2004年8月22日にポルトガルのフランシス・オビクウェルが樹立したヨーロッパ記録に並んだ。
8月、世界選手権に出場。100mは今季世界ランク4位（9秒86）で臨むと、予選は9秒92（+0.3）の組1着で突破。準決勝は9秒99（-0.4）の組3着で、着順での突破はできなかったものの、タイムで拾われ4年ぶりに決勝に進出したが、決勝は10秒00（-0.5）の8位に終わった。4×100mリレーではアンカーを務め、予選で37秒88という好タイムをマークして決勝に進出したが、決勝では38秒23とタイムを落として5位に終わった。

### 2016年
6月7日、モントルイユで開催された大会の100mにおいて今季世界最高記録（当時）および自身の持つヨーロッパ記録に並ぶ9秒86（+1.8）をマークした。
6月下旬、フランス選手権の100m決勝を自己ベストに0秒02差と迫る9秒88（+1.9）で制すると、200m決勝も20秒62（+1.3）で制して2冠を達成した。
7月、ヨーロッパ選手権に出場。100mは今季ヨーロッパ最高記録保持者（9秒86）として臨んだが、決勝ではチュランディ・マルティナ、ジャック・アリ・ハーヴェイ（共に10秒07）に次ぐ10秒08（0.0）の3位で優勝を逃した。アンカーを務めた4×100mリレーは優勝したイギリスに0秒21及ばなかったが、38秒38をマークしての銀メダル獲得に貢献した。
8月、オリンピックに出場。100mは今季世界ランク3位（9秒86）で臨むんだものの、予選は10秒19（-0.5）の組4着で、タイムで拾われての準決勝進出となった。しかし、準決勝では9秒95（+0.2）とタイムを縮め、組1着（全体4位）で突破。この種目でのフランス男子としては、1980年モスクワ大会で8位に入ったエルマン・パンゾ以来、36年ぶり史上4人目のファイナリストとなったが、決勝は10秒04（+0.2）とタイムを落として7位に終わった。

### 2017年
8月、ロンドン世界選手権に出場。6月のダイヤモンドリーグでハムストリングスを痛めたため出場が危ぶまれたものの、何とか間に合い100mに出場すると、今季世界ランク10位（9秒97）の実力通り決勝に駒を進めた。自身3度目の世界選手権100mのファイナリストとなった決勝は10秒08（-0.8）をマークし、2011年大邱大会と並ぶ過去最高の6位に入った。4×100mリレーでは2走を務め、予選を37秒台に迫る38秒03で突破したが、決勝は38秒48とタイムを落として5位に終わった。

## 自己ベスト
記録欄の（　）内の数字は風速（m/s）で、+は追い風を意味する。
| 種目  | 記録                      | 年月日                     | 場所                    | 備考               |
| 屋外  | 屋外                      | 屋外                       | 屋外                    | 屋外               |
| ----- | ------------------------- | -------------------------- | ----------------------- | ------------------ |
| 100m  | 9秒86 (+1.3) 9秒86 (+1.8) | 2015年7月4日 2016年6月7日  | パリ モントルイユ       | ヨーロッパ記録タイ |
| 200m  | 20秒30 (+0.2)             | 2013年7月6日               | サン＝ドニ              |                    |
| 室内  |                           |                            |                         |                    |
| 60m   | 6秒48                     | 2013年3月2日 2014年2月15日 | ヨーテボリ バーミンガム | フランス歴代2位    |
| 200ｍ | 21秒40                    | 2010年1月23日              | オーボンヌ              |                    |

## 主要大会成績
備考欄の記録は当時のもの
| 年   | 大会                          | 場所             | 種目    | 結果         | 記録          | 備考                            |
| ---- | ----------------------------- | ---------------- | ------- | ------------ | ------------- | ------------------------------- |
| 2009 | 世界ユース選手権 (en)         | ブレッサノーネ   | 100m    | 7位          | 10秒89 (-1.2) | 準決勝10秒56 (+1.3)：自己ベスト |
| 2010 | 世界ジュニア選手権            | モンクトン       | 100m    | 3位          | 10秒28 (-0.7) |                                 |
| 2010 | 世界ジュニア選手権            | モンクトン       | 4x100mR | 予選1組3着   | 40秒11 (2走)  | 全体9位                         |
| 2010 | ヨーロッパ選手権              | バルセロナ       | 4x100mR | 優勝         | 38秒11 (1走)  |                                 |
| 2011 | ヨーロッパジュニア選手権 (en) | タリン           | 100m    | 優勝         | 10秒07 (+0.3) | 自己ベスト                      |
| 2011 | ヨーロッパジュニア選手権 (en) | タリン           | 4x100mR | 優勝         | 39秒35 (2走)  |                                 |
| 2011 | 世界選手権                    | 大邱             | 100m    | 6位          | 10秒27 (-1.4) |                                 |
| 2011 | 世界選手権                    | 大邱             | 4x100mR | 2位          | 38秒20 (4走)  |                                 |
| 2012 | ヨーロッパ選手権              | ヘルシンキ       | 100m    | 2位          | 10秒12 (-0.7) |                                 |
| 2012 | ヨーロッパ選手権              | ヘルシンキ       | 4x100mR | 予選2組1着   | 39秒01 (4走)  | 決勝進出                        |
| 2012 | オリンピック                  | ロンドン         | 100m    | 準決勝1組6着 | 10秒16 (+0.7) | 全体17位                        |
| 2012 | オリンピック                  | ロンドン         | 4x100mR | 3位          | 38秒16 (1走)  | 2015年に4位→3位に繰り上がり     |
| 2013 | ヨーロッパ室内選手権 (en)     | ヨーテボリ       | 60m     | 優勝         | 6秒48         | 自己ベスト                      |
| 2013 | 世界選手権                    | モスクワ         | 100m    | 準決勝1組3着 | 10秒01 (-0.2) | 全体10位                        |
| 2013 | 世界選手権                    | モスクワ         | 200m    | 準決勝1組4着 | 20秒51 (0.0)  | 全体14位                        |
| 2013 | 世界選手権                    | モスクワ         | 4x100mR | 予選2組6着   | 38秒97 (4走)  | 全体17位                        |
| 2014 | 世界リレー (en)               | ナッソー         | 4x100mR | 決勝棄権     | DNS           | 予選38秒33 (2走)                |
| 2014 | ヨーロッパ選手権              | チューリッヒ     | 100m    | 準決勝棄権   | DNS           | 予選10秒06 (-0.1)               |
| 2015 | 世界選手権                    | 北京             | 100m    | 8位          | 10秒00 (-0.5) |                                 |
| 2015 | 世界選手権                    | 北京             | 4x100mR | 5位          | 38秒23 (4走)  |                                 |
| 2016 | ヨーロッパ選手権              | アムステルダム   | 100m    | 3位          | 10秒08 (0.0)  |                                 |
| 2016 | ヨーロッパ選手権              | アムステルダム   | 4x100mR | 2位          | 38秒38 (4走)  |                                 |
| 2016 | オリンピック                  | リオデジャネイロ | 100m    | 7位          | 10秒04 (+0.2) |                                 |
| 2016 | オリンピック                  | リオデジャネイロ | 4x100mR | 予選1組5着   | 38秒35 (4走)  | 全体11位                        |
| 2017 | 世界リレー (en)               | ナッソー         | 4x100mR | 5位          | 39秒83 (2走)  |                                 |
| 2017 | 世界選手権                    | ロンドン         | 100m    | 6位          | 10秒08 (-0.8) |                                 |
| 2017 | 世界選手権                    | ロンドン         | 4x100mR | 5位          | 38秒48 (2走)  |                                 |
| 2019 | 世界選手権                    | ドーハ           | 100m    | 準決勝3組7着 | 10秒16 (+0.8) |                                 |
| 2019 | 世界選手権                    | ドーハ           | 4x100mR | -            | DNF (2走)     | 予選37秒88 (2走)                |

### ダイヤモンドリーグ
ダイヤモンドリーグの総合成績を記載。獲得ポイント欄の（　）内は出場したポイント対象レースの数を意味する。
| 年   | 種目 | 総合順位 | 獲得ポイント |
| ---- | ---- | -------- | ------------ |
| 2015 | 100m | 2位      | 7 (4レース)  |

優勝したダイヤモンドリーグの大会を記載（個人種目のみ）。金色の背景はポイント対象レースを意味する。
| 年   | 大会                             | 場所     | 種目 | 記録          | 備考 |
| ---- | -------------------------------- | -------- | ---- | ------------- | ---- |
| 2016 | ロンドンアニバーサリーズゲームズ | ロンドン | 100m | 10秒02 (+0.4) |      |